# Sekalim
A Sekalim (vagy Seqalim, Sékelek, héberül שְׁקָלִים səqálím) a Misna Móéd (Ünnepek) rendjének 4. (5., de máshol is állhat), a jeruzsálemi Templomban szedett félsékel-adóval foglalkozó traktátusa. A traktátusnak csak a Jeruzsálemi Talmudban van gemárája, ezért ezt szokás a Babiloni Talmudban is közölni. Tószeftája három fejezetből áll.
Eredeti hivatkozása (címe) a kezdőszavak alapján: Beachad beádár məsamməín al hassəqálím (Ádár elsején nyilvános hirdetményt tesznek közzé a sékelekkel kapcsolatban).
A traktátus a Mózes 2 30:11-16-ban még egyszeri adóként, a Királyok 2 12:5-17- és 22:3-7-ben, a Krónikák 2 24:5-14- és 34:8-14-ben, valamint a Nehémiás 10:33-34-ben már folyamatos adónemként leírt, a zsidók számára kötelező adót tárgyalja.

## Elhelyezkedése
A traktátusnak az Ünnepek rendjébe való helyezése nem „logikus”, mivel az a Támiddal és a Middóttal együtt a Templomra vonatkozó dolgokkal foglalkozik, így helye a Kodasimban (Szentségek) lenne. Valószínűsíthetően kezdő sora miatt kerülhetett ide, mivel ez alapján a sékel kapcsolatba hozható egy (bizonyos) kijelölt idővel (ami a móéd alapjelentése).

## Forrásai
Nagyrészt korai anyagokat tartalmaz, a tisztviselők I. Agrippa és a Templom lerombolása (i. sz. 41-70) közöttiek, egyesek Iosephus Flaviusnál is említve vannak, hárman pedig a Middótban és a Támidban, melyek még a templomi éra végén lettek szerkesztve.
A traktátus fő szerkesztője (redaktora) Joszi ben Hanan (Yose b. Ḥanan), a 3., 5. és 6. fejezetek nagy biztonsággal neki tulajdoníthatóak. Jehuda Hanászi későbbi tannák misnáit is beépítette, Júda bar Ilájé az egész első fejezet, Simeon (tanna) a 2:1-4 és a 7. fejezet szerzője, Rav Joszi (Yose) a negyediké.
A Toszefta rengeteg kiegészítést és variációt tartalmaz hozzá, elsősorban a tisztviselők neveiben, amiből nyilvánvaló, hogy azt egy másik tanna szerkesztette. Forrása azonban nem régebbi a misnáénál.

## A fejezetek címe és tartalma
A traktátus (masszechet) 8 fejezetből (pereq) áll. A fejezetek szintén misnának nevezett alszakaszokra oszlanak (a számuk zárójelben). A modern hivatkozás a fejezet- és misnaszámmal (pl. Sekalim 5,2) történik, a klasszikus judaizmusban a szakaszok kezdőszavaival.
1. Bəachad bəádár... (Ádár elsején...) (7)
2. Məcarfín səqálím darkónót... (A sékelek keverhetők dárikokkal...) (5): Az első két fejezet az adó szedésének idejével és módjával foglalkozik.
3. Bislósá pəráqím bassáná... (Az év három szakaszában...) (4):
4. Hattərúmá (A terúma) (9): A 3. és 4. fejezet a sékel- allocation of the sekel fund, mikor készült, mire használták.
5. Vəéllú hém haməmunním... (Ők pedig a tisztviselők...) (6): A Templom különböző fő tisztségviselőinek listája; a pénz adminisztrációja.
6. Slósá ászár sófárót... (Tizenhárom szarv[alakú gyűjtő]...) (6): A Templomban elhelyezett 13 adománygyűjtő „szarv”. Egyéb dolgok listája, melyekből szintén 13 volt a Templomban.
7. Máót sennimcəú... (Ha pénz találtatik...) (7): A Templomban talált elvesztett pénzek kezelése, illetve ehhez kapcsolódó hasonló kérdések megvitatása.
8. Kol haróqím... (Bármely köpés/köpet...) (8): Az eredeti témához nem kapcsolódó egyéb részek, melyeket az az ismétlődő megállapítás kapcsol össze, hogy a félsékel törvénye figyelmen kívül van hagyva a Templom lerombolása óta.

## Kapcsolódó adatok
A félsékelekről már Philo és az Elefantinei papíruszok is említést tesznek, az Újszövetségben Péter apostol fizet egy sélát magáért és Jézusért a kapernaumi félsékel-szedőknek, Josephus Flavius pedig a niszibiszi és nehardeai zsidók félsékel-küldési szokásait írja le.

## Lásd még
- Talmud

## Külső hivatkozások
- A Sekalim Misnája Archiválva 2009. június 22-i dátummal a Wayback Machine-ben
- A Sekalim Tószeftája Archiválva 2010. június 13-i dátummal a Wayback Machine-ben
- A Sekalim a Talmud Jerusalmiban Archiválva 2009. január 25-i dátummal a Wayback Machine-ben
- Talmud a Snunit lapján
- Fotók a Talmud Bávli nyomtatott oldalairól (angol – héber – jiddis audio-fájlokkal)
- A Soncino-féle teljes angol fordítás
- A Rodkinson-féle angol fordítás (1903, nem teljes)